# Lausanne Football and Cricket Club
Il Lausanne Football and Cricket Club è stata una società calcistica e di cricket svizzera, con sede a Losanna, capitale del Canton Vaud.
Il club è stato fondato nel 1860 da studenti inglesi dell'area di Losanna. In base alla data di fondazione potrebbe essere il club calcistico più antico fondato nell'Europa continentale (nato soli 3 anni dopo l'inglese Sheffield Football Club).
Tra i membri fondatori dell'Associazione Svizzera di Football, ha disputato i primi due campionati svizzeri della storia, nelle stagioni 1897-98 e 1898-99. In quest'ultima stagione ha ottenuto il suo miglior risultato, un terzo posto finale. Quel torneo viene anche ricordato perché la squadra, raggiunte le finali del campionato, rinunciò a giocare contro i basilesi dell'Old Boys poiché l'incontro era previsto di domenica.
Nel 1902, il club viene rilevato dal Montriond-Lausanne, che lo stesso anno partecipa al primo campionato svizzero della sua storia.